# Ricardo Rodríguez (Fussballspieler)
Ricardo Iván Rodríguez Araya (* 25. August 1992 in Zürich) ist ein Schweizer Fussballspieler. Der Abwehrspieler steht beim spanischen Erstligisten Betis Sevilla unter Vertrag und spielt für die Schweizer Nationalmannschaft.

## Vereinskarriere

### FC Zürich
Er spielte ab 2002 beim FC Zürich, gemäss Fredy Bickel war das auf Grund seines körperlichen Leidens eine Herausforderung gewesen, es mussten dabei viele Zugeständnisse gemacht werden.
Ab Anfang 2010 gehörte er als Abwehrspieler zum Kader der ersten Mannschaft. Sein Debüt in der Super League gab er am 21. März 2010 beim 2:0-Sieg gegen die AC Bellinzona, als er in der 32. Minute für Hannu Tihinen eingewechselt wurde. Rodríguez wurde in der Saison 2010/11 Schweizer Vizemeister.

### VfL Wolfsburg
Am 13. Januar 2012 unterschrieb er beim deutschen Bundesligisten VfL Wolfsburg einen Vertrag über viereinhalb Jahre. Sein Bundesligadebüt gab er am 21. Januar 2012 (18. Spieltag) beim 1:0-Heimsieg gegen den 1. FC Köln. Danach lief er regelmässig in der Startformation auf. Am 14. Dezember 2013 erzielte er das 500. Heimspieltor für den Verein in der Bundesliga.
In der Bundesliga-Saison 2013/14 bestritt Rodríguez sämtliche 34 Bundesligaspiele über die vollen 90 Minuten, erzielte fünf Tore und gab neun Torvorlagen. Wolfsburg schloss die Saison schliesslich auf dem fünften Tabellenplatz ab und qualifizierte sich damit für die Gruppenphase der UEFA Europa League 2014/15.
Anfang Januar 2015 verlängerte Rodríguez seinen Vertrag bis zum 30. Juni 2019. Am Ende der Saison 2014/15 wurde er mit dem VfL Wolfsburg Vizemeister und Pokalsieger.

### AC Mailand
Am 8. Juni 2017 unterschrieb Rodríguez einen Vierjahresvertrag beim italienischen Erstligisten AC Mailand. Direkt in seiner ersten Saison in Italien erreichte Rodríguez mit der AC Mailand den Final des italienischen Cups. Im Sommer 2019 wechselte Théo Hernández nach Mailand. Rodríguez verlor seinen bisherigen Stammplatz als Linksverteidiger und wurde deshalb im Januar 2020 mit Kaufoption bis zum Ende der Saison an den PSV Eindhoven ausgeliehen.

### PSV Eindhoven
Aufgrund der Corona-Pandemie wurde die niederländische Eredivisie im März 2020 vorzeitig abgebrochen. Rodríguez kam insgesamt auf nur sechs Pflichtspieleinsätze für den PSV Eindhoven. Die Kaufoption wurde nicht gezogen, und Rodríguez kehrte im Juli 2020 vorerst zurück nach Mailand.

### FC Turin

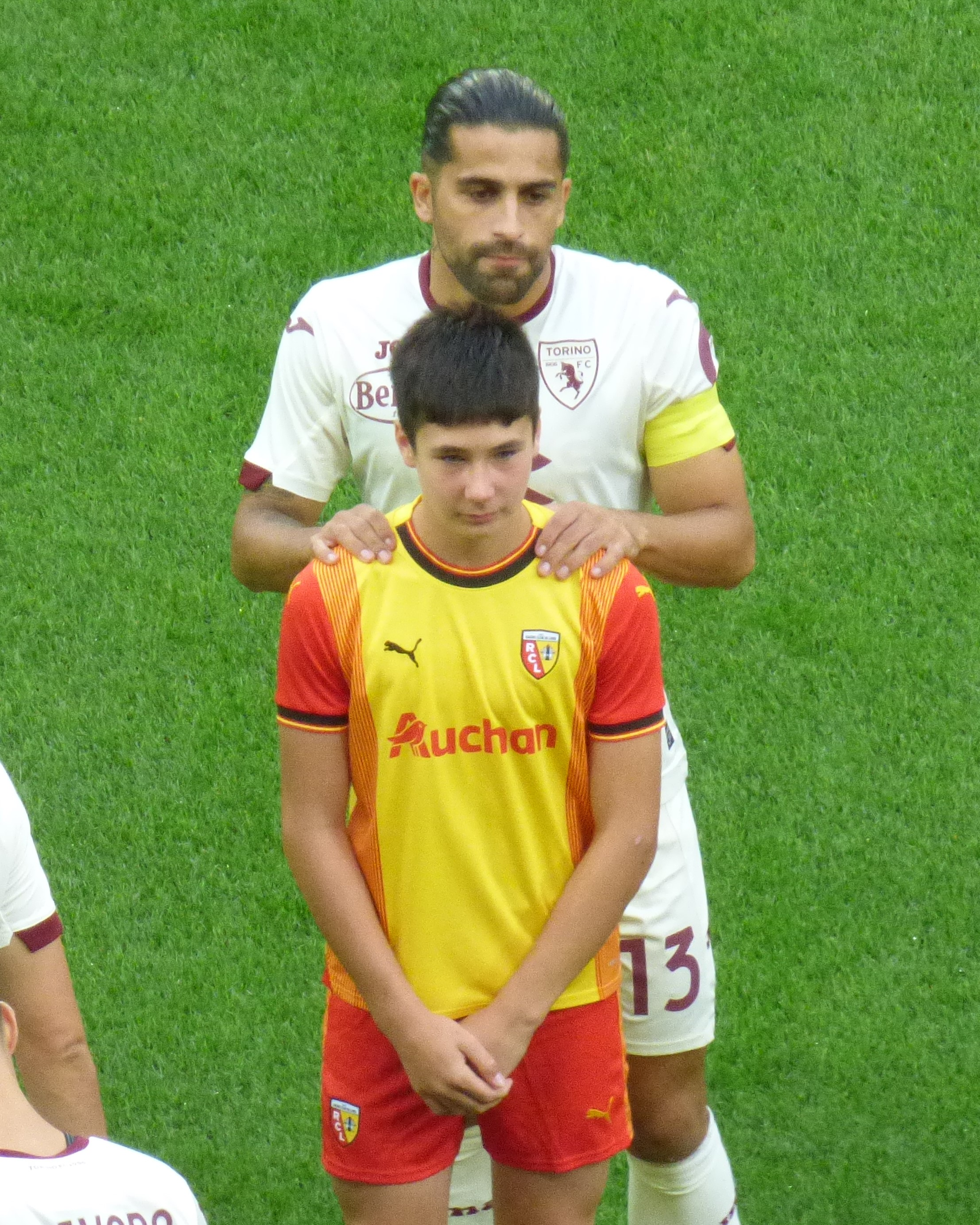
Ricardo Rodríguez als Captain des FC Torino (2023)

Am 19. August 2020 unterschrieb Rodríguez einen bis 2024 gültigen Vertrag beim FC Turin. Seit der Saison 2022/23 war Rodríguez Captain. Am 2. Oktober 2023 absolvierte er im Serie-A-Spiel gegen Hellas Verona (0:0) sein 100. Pflichtspiel für die Turiner. Am 37. Spieltag der Saison 2023/24 erzielte Rodríguez beim 3:1-Sieg gegen seinen Ex-Club AC Milan in der Serie A sein erstes Pflichtspieltor für Turin. Nach der Saison 2023/24 wurde Rodríguez’ auslaufender Vertrag mit den Turinern nicht verlängert.

### Betis Sevilla
Am 5. August 2024 gab Betis Sevilla die Verpflichtung des zuvor vereinslosen Rodríguez bekannt. Er unterschrieb bei den Spaniern einen bis 2026 gültigen Vertrag. Im Hinspiel der Play-offs der UEFA Conference League kam Rodríguez zu seinem Debüt, als er in der 73. Spielminute gegen Krywbas Krywyj Rih eingewechselt wurde. Betis gewann das Spiel mit 2:0.

## Nationalmannschaft
Sein bisher grösster Erfolg war der Weltmeistertitel 2009 mit der Schweizer U-17-Nationalmannschaft, die im Final das Team des Austragungslandes Nigeria mit 1:0 besiegte.
Am 7. Oktober 2011 gab Rodríguez bei der 0:2-Niederlage in der EM-Qualifikation gegen Wales sein Debüt in der Schweizer Fussballnationalmannschaft. Am 11. Oktober 2013, beim zweitletzten Qualifikationsspiel gegen Albanien, qualifizierte er sich mit der Schweizer Nationalmannschaft für die WM-Endrunde 2014 in Brasilien. Die Schweizer Auswahl schied im Achtelfinal aus.
Bei der Fussball-EM 2016 in Frankreich gehörte er zum Aufgebot der Schweiz und spielte alle vier Partien des Teams in der Stammelf über die volle Spielzeit. Im Achtelfinal gegen Polen gehörte er zu den Schützen im abschliessenden Elfmeterschiessen. Er verwandelte; da aber ein Elfmeter verschossen worden war, schied die Schweiz aus.
Bei der Weltmeisterschaft 2018 in Russland gehörte er zum Aufgebot der Schweiz. Er kam in allen Spielen zum Einsatz und schied mit der Mannschaft im Achtelfinal aus. Für die Europameisterschaft 2021 wurde er ins Nati-Kader berufen. Er schied mit der Schweiz im Viertelfinal aus.
Am 27. September 2022 bestritt er beim 2:1-Sieg im UEFA-Nations-League-Spiel gegen Tschechien sein 100. Länderspiel.
Bei der Europameisterschaft 2024 gehörte Rodríguez zum Aufgebot der Schweizer Nationalmannschaft und bestritt sein insgesamt sechstes Turnier, wobei er zum Schweizer Rekordspieler bei Grossturnieren aufstieg. Insgesamt ist er der Spieler mit den drittmeisten Spielen für die Nationalmannschaft aller Zeiten. Er kam in allen Spielen zum Einsatz und schied mit der Mannschaft im Viertelfinal aus.
Am 18. November 2024 bestritt er sein 125. Länderspiel für die Schweiz und stieg zum Spieler mit den zweitmeisten Spielen in der Geschichte der Schweizer Nationalmannschaft auf.

## Erfolge
Nationalmannschaft
- U-17-Weltmeisterschaft: 2009

VfL Wolfsburg
- DFB-Pokal: 2014/15
- DFL-Supercup: 2015/16

## Auszeichnungen
- Schweizer Fussballspieler des Jahres: 2014

## Sonstiges
Rodríguez besitzt neben dem spanischen und dem chilenischen seit 2009 auch den Schweizer Pass. Er spricht neben Deutsch, Spanisch und Englisch auch Italienisch. Seine Brüder Francísco Rodriguez und Roberto Rodríguez brachten es ebenfalls zum Profifussballspieler.
Im Juli 2022 gründeten die drei Brüder die «Rodríguez Academy», ein Fussball-Trainingscamp für Kinder. Seither fanden fünf Camps in Zürich statt.

## Familie
Der Sohn eines Spaniers und einer Chilenin litt unter einer angeborenen Zwerchfellhernie, die noch während der Schwangerschaft festgestellt worden war und bei der Geburt operativ behandelt werden musste. Während der Folgejahre und am Anfang seiner Karriere waren deswegen weitere Untersuchungen nötig.
Er wuchs in Zürich-Auzelg auf.
Rodríguez hat zwei Söhne (* 21. Dezember 2021; * 14. Juli 2024).